# 中川博之 (裁判官)
中川 博之（なかがわ ひろゆき、1954年12月8日 - ）は、日本の裁判官。大阪高等裁判所部総括判事、大阪家庭裁判所所長等を経て、退官後、京都大学大学院法学研究科教授。

## 人物・経歴
和歌山県出身。1977年神戸大学法学部卒業。1979年神戸大学大学院法学研究科博士前期課程（私法専攻）修了、法学修士、司法修習生（神戸）。1981年大阪地方裁判所判事補。1983年大阪家庭裁判所判事補。1984年鳥取地方裁判所判事補。1987年大阪地方裁判所判事補。1990年長崎地方裁判所福江支部判事補。1991年同判事。1992年大阪地方裁判所判事。1995年司法研修所教官。1999年大阪地方裁判所判事。2000年同部総括判事。2014年奈良地方裁判所長。2015年大阪高等裁判所部総括判事。2017年大阪家庭裁判所長。2019年定年退官。2021年京都大学大学院法学研究科教授。

## 裁判
- ハンナン事件で、再審開始の決定を行った[8]。
- 大阪地検特捜部主任検事証拠改ざん事件で、前田恒彦元大阪地方検察庁検事に対し、「刑事裁判史上例を見ない犯罪で、刑事責任は非常に重大」として、懲役1年6ヶ月の実刑判決を言い渡した[1][9]。